# Castillo de Tsutsujigasaki
El castillo de Tsutsujigasaki (躑躅ヶ崎館 Tsutsujigasaki yakata?) fue la residencia fortificada de las últimas tres generaciones del clan Takeda, construida en el siglo XVI en Kōfu, ciudad de la prefectura de Yamanashi. No es un castillo japonés propiamente dicho, además de que no usa el kanji de «castillo», lo cual sigue la política de los Takeda que afirma: «haz de los hombres su castillo, sus muros y sus fosos»; sin embargo, figura en la lista de «100 notables fortalezas de Japón». Desde 1938 las ruinas han sido protegidas como Lugar Histórico del país.

## Historia
El clan Takeda era una rama de los Minamoto y ganaron gradualmente el control sobre la provincia de Kai durante finales del período Heian. En 1519, en la era Sengoku, Takeda Nobutora eligió la ubicación de Tsutsujigasaki cerca del centro de su provincia, de tal forma que estuviera rodeada por una población (jōkamachi). El complejo estaba en una suave pendiente en las llanuras de la cuenca de Kōfu, y se consideraba indefendible según los estándares contemporáneos, que dictaban que las fortificaciones se construyeran en las montañas. Nobutora también levantó una fortificación de montaña cercana, el castillo Yōgaiyama, de manera que ofreciera apoyo y sirviera como reducto final.
Tsutsujigasaki siguió sirviendo como la residencia principal de Takeda Shingen después de que este depusiera a su padre en 1540. Sin embargo, su hijo Takeda Katsuyori construyó el castillo Shinpu, una fortaleza nueva y más grande en Nirasaki, y transfirió su residencia allí en 1581. Las fuerzas de la coalición de Oda Nobunaga y Tokugawa Ieyasu acabaron finalmente con el clan Takeda en febrero de 1582. Desde entonces, el general de Nobunaga, Kawajiri Hidetaka, gobernó la provincia de Kai desde Tsutsujigasaki hasta el asesinato de Oda. La provincia quedó entonces bajo el control directo del clan Tokugawa, y una vez construido el cercano castillo de Kōfu en 1594, la residencia fue abandonada.

## Descripción

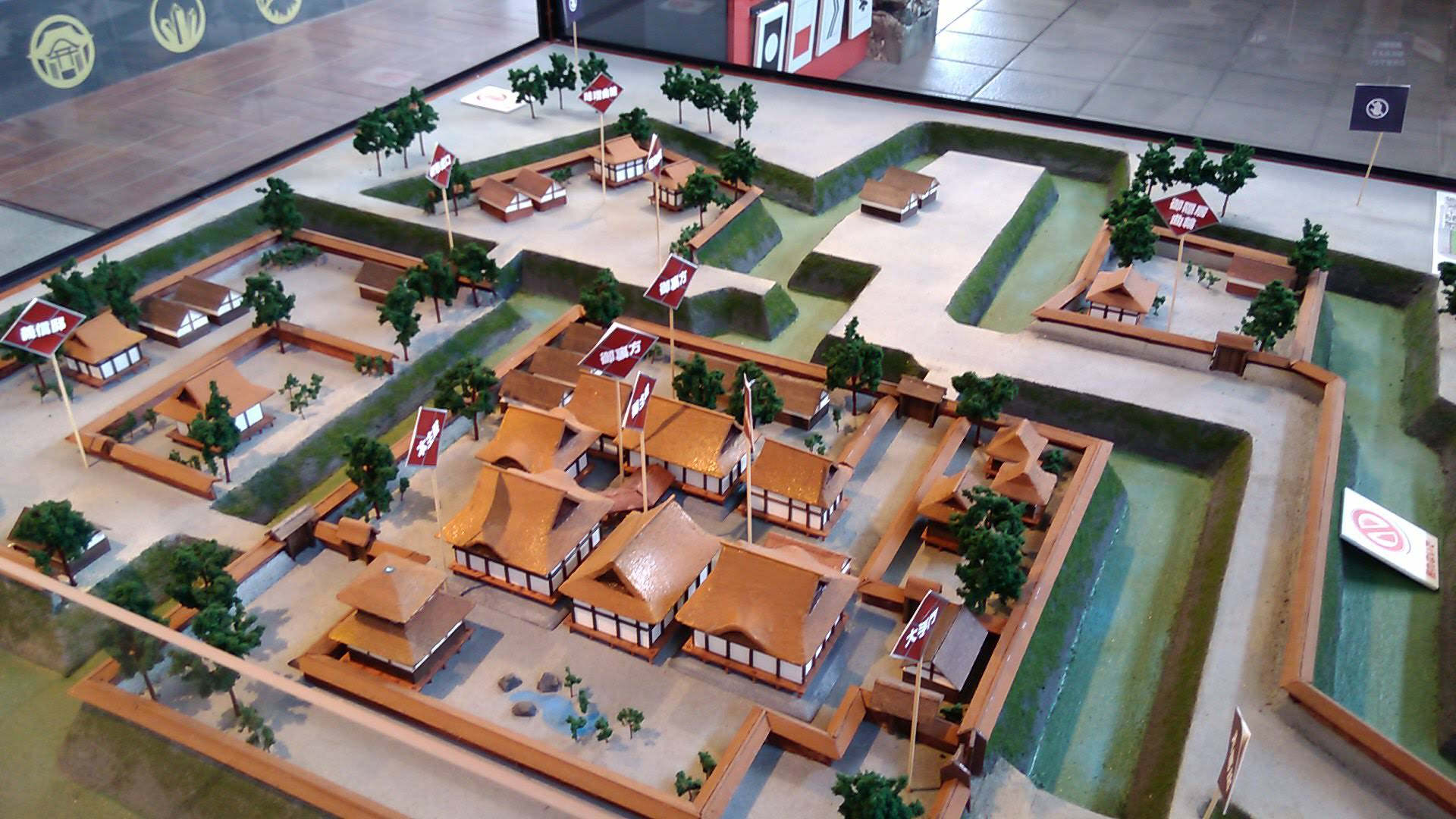
Maqueta de la residencia, véase la distribución de los fosos y de los diferentes recintos.

La residencia constaba de dos recintos principales rodeados por una serie de dos fosos inundados y uno seco. El recinto central tenía doscientos metros cuadrados y albergaba la residencia privada del líder Takeda. El recinto occidental mide cien por doscientos metros y era un área pública para la administración de la provincia, con puertas fortificadas de dos pisos de estilo umadashi al norte y al sur. Flanqueando ambos recintos, fuera de las puertas principales, y también rodeados por fosos de agua, se encontraban dos patios secundarios kuruwa: el Miso-guruwa y Baio-guruwa. Este fue el complejo residencial más grande del este de Japón durante el período Sengoku. Los únicos restos en la actualidad son algunos de los fosos llenos de agua y algunas estructuras en mampostería. Los terrenos dan cabida al santuario Takeda, construido en 1919, y a su derecha se encuentra un museo.